# KÖHV Carolina Graz
Die Katholische Österreichische Hochschulverbindung (KÖHV) Carolina ist eine katholische Verbindung des ÖCV. Ihr Hochschulort ist Graz, das Schlagen von Mensuren lehnt sie – weil zur Gründungszeit der Verbindung von der katholischen Kirche verboten – strikt ab. Sie vereint Studierende und Absolventen aller Grazer Universitäten (Karl-Franzens-Universität, TU Graz, MedUni, KUG) und Fachhochschulen (z. B. FH Joanneum) in ihren Reihen. Bekannt geworden ist sie in ÖCV-Kreisen als „Kampfverbindung“, gegründet als Gegengewicht zu den national-freiheitlichen schlagenden Korporationen in Graz (Carolina war öfters öffentlichkeitswirksam in Auseinandersetzungen mit diesen verwickelt), sowie als langjähriger Vorort (vorsitzende Ortsverbindung) des ÖCV im Untergrund, als der Dachverband während der Nazidiktatur verboten war.
Ihre Farben sind schwarz-gold-weiß mit goldener Perkussion, dazu wird eine halbsteife, schwarze Tellermütze getragen.

## Die Gründungsphase

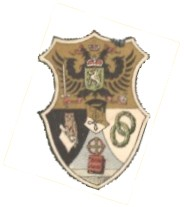
Gründungswappen der Carolina von 1888, 1938 verlorengegangen

Die KÖHV Carolina wurde gegründet, um das katholische akademische Lager im freisinnigen Graz zu stärken. Die Verbindung lehnte von Anfang an das Schlagen von Mensuren ab (einer der Verbindungsstifter war wegen Duellverweigerung degradiert worden) und bekannte sich von ihrer Gründung an zu den Prinzipien religio (Katholizismus), patria (Vaterland) (CV Prinzip seit 1909), scientia (Wissenschaft) und amicitia (Lebensfreundschaft). Als Farben wählte sich Carolina eine Verbindung der Farben des österreichischen Kaiserhauses (schwarz-gold) mit den Kirchenfarben (gold-weiß).
Der Nichtuntersagungsbescheid der Vereinsbehörde wurde zufälligerweise am 18. August 1888 ausgestellt, dem 58. Geburtstag von Kaiser Franz Joseph I., was die junge Verbindung sofort für ihre österreichisch patriotische Haltung nutzte und zum offiziellen Gründungsdatum erklärte.
Carolina wurde von Anfang an von den in Graz bestehenden national-freiheitlichen Korporationen stark angefeindet. Man sprach Carolina die akademische Gleichberechtigung ab, da keine Mensuren geschlagen wurden, dennoch aber der Korbschläger zur Vollwichs getragen wurde. In Folge kam es immer wieder zu gröberen Auseinandersetzungen, bis hin zu schweren Straßenkämpfen. 1895 wurde Carolina nicht zur Eröffnung der neu erbauten Universität geladen (Res Carolina), daraufhin telegrafierten die enttäuschten Carolinen dem Kaiser. Das Telegramm wurde in Zeitungen veröffentlicht, was einiges Aufsehen hervorrief. Ab 1901 wurden die Auseinandersetzungen schlimmer: Am 21. November 1901 wurden in der Harrachgasse vor der Grazer Universität Carolinen von national-freiheitlichen Studenten überfallen. Im Februar 1906 verstarb ein Caroline nach einem Überfall an seinen schweren Kopfverletzungen. Obwohl das Opfer vor seinem Tod einen national-freiheitlichen Korporierten belastete, wurde die Tat nicht behördlich geklärt. Dies führte zu heftigen Auseinandersetzungen in der Presse.

## Wahrmund-Jahr und Grazer Bauernsturm (1907/08)
Nachdem es zu vermehrten lokalen Übergriffen auf Katholiken an den Universitäten gekommen war, radikalisierte sich der Konflikt zunehmend.
Als dem Carolinen Johannes Ude am 24. Oktober 1907 die Couleurpromotion verweigert wurde, wählte der Wiener Bürgermeister Karl Lueger am Begrüßungsabend des 6. Katholikentages in Wien die unglückliche Formulierung, dass man die Universitäten wieder erobern müsse. Daraufhin kam es zu hitzigen Debatten im Wiener Reichsrat, während in Innsbruck der liberale Kirchenrechtler Ludwig Wahrmund der Kirche jede Wissenschaftlichkeit absprach und katholische Studenten als „Parasiten“ beschimpfte.
Auf diese sogenannte Wahrmund-Affäre folgte ein einjähriger Kulturkampf an den österreichischen Universitäten: Nach der Ude-Promotion trat der Grazer Rektor zurück, sein Nachfolger ebenso, das Unterrichtsministerium zitierte sämtliche Dekane und Rektoren nach Wien, um über die Lage zu beraten. Letztendlich wurde den Carolinen in Graz die Couleurpromotion gestattet. Der nächste Kandidat hieß Michael Aldrian und war Sekretär des Katholisch-Konservativen Bauernvereins. Er engagierte zweihundert Bauern, die ihn bei seiner Promotion flankieren und vor Übergriffen der national-freiheitlichen Studenten schützen sollten. Am 16. Mai 1908 versuchten Aldrian und seine Gäste mit Unterstützung der Bauern ins Hauptgebäude der Grazer Universität einzudringen. In Folge kam es zu einer wilden Schlägerei mit Hunderten feindlich eingestellter Studenten und fast zur Erstürmung des Foyers, die Promotion musste abgeblasen werden, die Polizei beendete die Kämpfe. Die katholischen Bauern und Studenten zogen nun zur Grazer Burg, wo sie eine Kundgebung abhielten und dem Statthalter eine Petition überreichten.
Dieser sogenannte Grazer Bauernsturm rief ein gewaltiges mediales Echo hervor und war für die katholischen Studenten ein erster Schritt zur Emanzipation und Selbstbehauptung. Zum ersten Mal hatten sie sich gewehrt und ihrerseits Aktionen gesetzt.
Die Reaktion kam prompt. Nach einem Generalstreik der national-freiheitlichen Studenten mussten reichsweit die Unis vorübergehend gesperrt werden, das 20. Stiftungsfest der Carolina fand unter Polizeischutz statt, da die Publikation ihrer Tochter-Verbindung, Traungau Graz, als Provokation angesehen wurde.
Am 24. Juni wurden die Carolinen, Traungauer und ihre Gäste im Admonter Hof in der Sackstraße von 2000 national-freiheitlichen Studenten und Bürgern eingekesselt, woraufhin Militär in die Grazer Altstadt einrückte und den Frieden in der Stadt wieder herstellte. Das Uni-Semester musste jedoch wegen der anhaltenden Studentenunruhen vorzeitig beendet werden.
1913 anlässlich des 25. Stiftungsfestes wurde in der Grazer Innenstadt erneut Militär eingesetzt, nachdem national-freiheitlichen Studenten Straßenbarrikaden errichtet hatten, um den Festzug der Carolina stoppen. Da bei den Auseinandersetzungen auch deutsche Staatsbürger (CVer) verletzt wurden, hatte der Einsatz 1913 ein diplomatisches Nachspiel.

## Austrofaschismus
Während des Austrofaschismus engagierten sich viele Mitglieder auf Seiten des Regimes und halfen aktiv mit, gegen die oppositionellen Sozialdemokraten und andere Regimekritiker militärisch vorzugehen. Dem Historiker und Politologen Stephan Neuhäuser zufolge unterstützten während des österreichischen Bürgerkriegs mindestens 40 Mitglieder der Carolina Graz in verschiedenen Wehrformationen Heimwehr und Bundesheer. „In Graz beteiligten sich 70 % der aktiven ÖCVer auf Seiten der Regierungstruppen und Heimwehren“, so Neuhauser.
Später beteiligten sich prominente Carolinen, u. a. Josef Dobretsberger (Rektor der Uni Graz 1937/38), an dem Vorhaben Leopold Kunschaks, eine Aussöhnung mit der Sozialdemokratie herbeizuführen, doch befürchtete Bundeskanzler Kurt Schuschnigg, dass alle Brücken abgerissen seien und eine Aussöhnung nicht mehr im Bereich des Möglichen läge.
Zuletzt engagierten sich die Carolinen bei der Vorbereitung der für März 1938 geplanten Volksabstimmung zugunsten eines unabhängigen Österreichs, der Einmarsch der deutschen Wehrmacht im Rahmen des „Anschlusses“ beendete dieses Vorhaben.

## Die Zeit im Untergrund (1938–1945)
Carolina stand, wie alle Verbindungen des neu gegründeten ÖCV, dem Nationalsozialismus äußerst ablehnend gegenüber. Das Verbindungshaus am Glockenspielplatz 7 wurde von der SA am Tag des deutschen Einmarsches erstürmt, das Inventar im Hof verbrannt, das Haus als „staatsfeindliches Vermögen“ beschlagnahmt. Viele Mitglieder gerieten in Konzentrationslager, darunter Alfred Maleta (nachmaliger Nationalratspräsident), Friedrich Funder (Gründer der Wochenzeitung Die Furche), und Karl Maria Stepan (ehemaliger steirischer Landeshauptmann).
Überliefert ist eine von Alfred Maleta im KZ Dachau am 18. August 1938 zum 50. Stiftungsfest organisierte stille Gedenkfeier, an dem die Mitglieder Stepan, v. Mörl, Aigner, Funder, Nestor und Maleta teilnahmen, der sogenannte „Dachaukommers“, bei dem mit Gefängnistee heimlich ein Ehrensalamander zu Ehren der Verbindung zelebriert wurde.
Als der nachmalige Nationalratspräsident Maleta aus dem KZ entlassen wurde, musste er feststellen, dass das Carolinenhaus enteignet worden war und nunmehr als Meldeamt diente, wo er sich im umgewidmeten Tanzsaal um Lebensmittelmarken anstellen musste, eben jenem Tanzsaal, in dem er einige Jahre zuvor seine zukünftige Ehefrau näher kennengelernt hatte.
Kapistran Pieller und Ludwig Mooslechner, zwei Widerstandskämpfer aus dem Kreis der Carolinen, wurden während der Zeit des NS-Regimes hingerichtet.
Von 1937 bis 1945 war Carolina Vorort des ÖCV, der Aktivenbetrieb wurde im Untergrund weitergeführt, 1940 konnte Carolina die Alpinia Innsbruck als im Geheimen gegründete Verbindung in den ÖCV aufnehmen. Diese Aufnahme wurde auf der Cartellversammlung 1946 bestätigt.
1943 wurde in Graz auch eine Katholische Hochschulwoche, gemeinsam mit der Katholischen Hochschuljugend organisiert und so die Kontakte zu Mitgliedern des ÖCV in Wien und Innsbruck verbessert.
Nach Kriegsende 1945 trat Carolina wieder öffentlich in Farben auf, was nach einer Beschwerde verboten wurde, jedoch erlaubte die Englische Militärbehörde kurz darauf das Tragen der Farben und die Verbindung konnte wieder unbehelligt öffentlich wirken und werken. 1948 bekam die Verbindung ihr Haus wieder zurück. Heute besteht die Carolina aus rund 400 Mitgliedern.

## Tätigkeiten im Verband
Zum ersten Mal stand die Carolina dem CV als Vorortsverbindung 1910/11 vor. Damals wurde der KDV, das sogenannte kleine deutsche Kartell, mit dem großen CV vereinigt. Die Cartellversammlung fand in Linz statt, die oberösterreichische Arbeiterzeitung „Wahrheit“ bezeichnete damals den CV als „Zevau“, was für Heiterkeit in Korporiertenkreisen sorgte.
1937 übernahm Carolina den Vorort im neu gegründeten ÖCV, doch im März ’38 wurde Österreich angeschlossen, der ÖCV sofort verboten. Im Untergrund organisierten die Carolinen den Zusammenhalt des Verbandes und führte die Aufnahme einer weiteren österreich-treuen Verbindung durch. Den Vorort hatte die Carolina bis 1945/46 inne, was die längste Vorortsperiode des CV darstellt, danach wurde er an Norica Wien übergeben, da die britische Besatzungsbehörde der Carolina zunächst misstraute, dies änderte sich jedoch schnell.
1952/53 hatte Carolina ein weiteres Mal die Vororts-Würde inne.
Auf Betreiben des Carolinen Maximilian Liebmann wurde 1971 die Bildungsakademie des ÖCV als Reaktion auf den intellektuellen Anspruch der 68er-Bewegung ins Leben gerufen, ihr Angebot steht Gästen wie ÖCVern offen.
Im Studienjahr 2008/2009 stellten nach 55 Jahren erneut Mitglieder der Carolina das Präsidium des ÖCV-Studentenverbandes (Vorort).
Die Carolina Graz ist die Nummer 3 in der verbandsinternen Reihenfolge der österreichischen Cartellverbindungen und war davor die Nummer 18 vor der Spaltung von CV und ÖCV. Die offizielle Abkürzung lautet Cl.

## Bekannte Mitglieder
Verstorben
- Josef Aigner (1884–1947), Landesparteiobmann der CS in Oberösterreich, Abgeordneter zum Nationalrat
- Josef Dobretsberger (1903–1970), Politiker, 1934 Sozialminister
- Dominik Reichsgraf des Enffans d’Avernas (1847–1924), Präsident des Katholischen Pressvereines, Ehrenmitglied 1888
- Karl Drexel (1872–1954), Engel von Sibirien, Ehrenmitglied
- Alfred Ebenhoch (1855–1912), K.K. Ackerbauminister, Landeshauptmann von Oberösterreich
- Erich Edegger (1940–1992), Bäckermeister (Hofbäckerei Edegger) und ÖVP-Vizebürgermeister von Graz
- Adolf Enge  (1885–1952), Christlichsozialer Politiker und Rechtsanwalt
- Franz S. Englhofer, Süßwaren-Fabrikant („Firn“); Ehrenmitglied 1888
- Max von Fioresi-Weinfeld  (1892–1951), Rechtsanwalt, Widerständler
- Friedrich Funder (1872–1959), Publizist, Gründer der Zeitschrift „Die Furche“
- Alfons Gorbach (1898–1972), Politiker (ÖVP), Bundeskanzler der Republik Österreich 1961–1964
- Karl Gusenleitner (1893–1980), Arzt, provisorischer Bürgermeister der Stadt Wels 1945
- Johann Nepomuk Hauser (1866–1927), christlich-sozialer Politiker; Landeshauptmann von Oberösterreich
- Josef Joham (1889–1959), Bankier, Vorstandsmitglied der Credit-Anstalt, US-Geheimagent
- Hanns Koren (1906–1985), Landes- und Volkskundler, Univ. Prof., Landtagspräsident
- Maximilian Liebmann (1934–2022), Professor und Theologe, Kirchenhistoriker
- Alfred Maleta (1906–1990), Politiker (ÖVP), Nationalratspräsident
- Alois Mock (1934–2017), Politiker (ÖVP), Vizekanzler, Außenminister; Ehrenphilister
- Ludwig Mooslechner (1910–1945), Arzt, Widerständler
- Anton von Mörl zu Pfalzen und Sichelburg  (1883–1958), Tiroler Sicherheitsdirektor, Landesoberschützenmeister
- August Musger (1868–1929), Priester, Naturwissenschaftler; Filmpionier und Erfinder der Zeitlupentechnik
- Ferdinand Stanislaus Pawlikowski (1877–1956), Fürstbischof von Seckau; Ehrenmitglied
- Kapistran Pieller (1891–1945), Franziskaner-Pater, Widerständler
- Adolf Rhomberg (1851–1921), Landeshauptmann von Vorarlberg
- Karl Aubert Salzmann (1876–1934), Rechtsanwalt und Politiker (CS), Bundesratspräsident, Abgeordneter im Oberösterreichischen Landtag, Bürgermeister von Wels
- Guido Schenzl (1823–1890), Benediktiner, Abt von Admont, Meteorologe und Mitglied der Ungarischen Akademie der Wissenschaften, Ehrenmitglied 1888
- Karl Maria Stepan (1894–1972), Publizist, christlich-sozialer Politiker, Landeshauptmann der Steiermark
- Richard Strelli (1875–1940), Abt im Stift St. Paul im Lavanttal, Wissenschaftler
- Arthur Trattler (1917–1994), Bezirkshauptmann in Spittal/Drau, Mitglied der Antifaschistischen Freiheitsbewegung Österreichs
- Rolph Trummer (1890–1954), Rechtsanwalt, letzter Landeshauptmann der Steiermark vor dem Anschluss 1938, Richter am Verfassungsgerichtshof
- Johannes Ude (1874–1965), Theologe und Geisteswissenschaftler
- Carl Ulitzka (1873–1953), Priester, Politiker (Zentrum), Mitglied des Reichstags, Mitwisser 20. Juli

Lebend
- Markus Achatz (* 1960), Verwaltungs- und Finanzwissenschaftler
- Bruno Hubl (* 1947), Abt von Admont, Ehrenmitglied
- Karlheinz Kornhäusl (* 1982), Mitglied des Bundesrats, Landesrat von Steiermark
- Siegfried Nagl (* 1963), Politiker (ÖVP), Bürgermeister von Graz
- Hermann Schützenhöfer (* 1952), Politiker (ÖVP), Landeshauptmann der Steiermark
- Winfried Schwab (* 1964), Abt der Abtei Neuburg
- Markus Szyszkowitz (* 1966), Karikaturist und Comiczeichner
- Andreas Zakostelsky (* 1962), Politiker (ÖVP), Nationalratsabgeordneter, Vorstandsvorsitzender der Valida